# Agostino Cacciavillan
Agostino Cacciavillan (Novale di Valdagno, Vicenza, 14 de agosto de 1926-Ciudad del Vaticano, 5 de marzo de 2022), fue un cardenal italiano, presidente de la Administración del Patrimonio de la Sede Apostólica.

## Biografía

### Sacerdocio
Fue ordenado sacerdote para la diócesis de Vicenza en 26 de junio de 1949. Se desempeñó como párroco durante tres años antes de licenciarse en ciencias sociales y derecho y asistir a la Pontificia Academia Eclesiástica de Roma. Más tarde fue enviado a Filipinas, España, Portugal y a la Secretaría de Estado de la Santa Sede.

## Episcopado
El 17 de enero de 1976 el Papa Pablo VI lo nombró Nuncio Apostólico en Kenia y Delegado Apostólico en Seychelles, promoviéndolo a Arzobispo titular de Amiternum. Recibió la ordenación episcopal el 28 de febrero. 
Otros cargos incluyen: Pro-Nuncio Apostólico en la India (1981) y Pro-Nuncio en Nepal (1985), Nuncio Apostólico en los Estados Unidos de América y Observador Permanente en la Organización de los Estados Americanos (1990). 
En noviembre de 1998 fue nombrado Presidente de la Administración del Patrimonio de la Sede Apostólica, de la que es Presidente emérito desde octubre de 2002.

### Cardenalato
Fue creado y proclamado Cardenal por Juan Pablo II en el consistorio del 21 de febrero de 2001, del título de Santos Ángeles Custodios en Ciudad Jardín, diaconía elevada pro hac vice a título presbiteral el 21 de febrero de 2011. 
Fue Cardenal Protodiácono del 1 de marzo de 2008 al 20 de febrero de 2011.

### Muerte
El 16 de febrero de 2022, tras la muerte del cardenal Luigi De Magistris, se convirtió en el cardenal italiano de mayor edad, pero murió menos de un mes después, el 5 de marzo, en su casa de la Ciudad del Vaticano, a la edad de noventa y cinco años. Los solemnes funerales fueron celebrados dos días después en el Altar de la Cátedra de la Basílica de San Pedro por el Cardenal Giovanni Battista Re, decano del Colegio Cardenalicio, y al final de los mismos el Papa Francisco presidió el rito de la última commendatio y valedictio. El cardenal fallecido fue enterrado el 9 de marzo en el cementerio de Arzignano, tras una segunda misa fúnebre presidida por el obispo de Vicenza, Beniamino Pizziol, en la iglesia parroquial de la misma localidad.